# Moira Tone
Moira Tone es una jinete canadiense que compitió en la modalidad de concurso completo. Ganó una medalla de plata en los Juegos Panamericanos de 1987, en la prueba por equipos.

## Palmarés internacional
| Juegos Panamericanos | Juegos Panamericanos          | Juegos Panamericanos | Juegos Panamericanos |
| Año                  | Lugar                         | Medalla              | Categoría            |
| -------------------- | ----------------------------- | -------------------- | -------------------- |
| 1987                 | Indianápolis (Estados Unidos) | Medalla de plata     | Por equipos          |